# Eunidia marmorea
Eunidia marmorea là một loài bọ cánh cứng trong họ Cerambycidae.